# Джозеф Мак-Лафлін (веслувальник)
Джозеф Мак-Лафлін (англ. Joseph McLoughlin, 21 серпня 1878 — грудень 1962) — американський академічний веслувальник.
Срібний призер Олімпійських Ігор 1904 року в складі парної двійки.